# Смьодово
Смьодово (рос. Смёдово) — присілок у Волосовському районі Ленінградської області Російської Федерації.
Населення становить 26 осіб. Належить до муніципального утворення Бегуницьке сільське поселення.

## Історія
Від 1 серпня 1927 року належить до Ленінградської області.

## Населення
| 1838 | 1848 | 1862 | 1997 | 2007 | 2010 | 2013 |
| ---- | ---- | ---- | ---- | ---- | ---- | ---- |
| 75   | ↘60  | ↗87  | ↘11  | ↗41  | ↘22  | ↘20  |
| 2017 |      |      |      |      |      |      |
| ↗26  |      |      |      |      |      |      |